# Иван Селвелиев
Иван Селвелиев е български спортист, журналист и интелектуалец.

## Биография
Иван Селвелиев е роден на 11 ноември 1902 г. в София. Баща му бил царски офицер, който със съпругата му и осемте им деца често сменяли местоживеенето си. След периода на войните – 1912 – 1918 г. Селвелиев постъпва в Търговската гимназия в София, а след това учи финанси и търговия в Свободния университет за политически и стопански науки в София (днес УНСС).
Започва да се занимава със спорт от 1919 г. Френските войници от окупационния корпус го научават да се боксира. Бъдещият журналист участва в създаването на кварталния спортен клуб „Кенали“ в Подуене, чиито футболисти по-късно влизат в състава на „Славия“. Младите ентусиасти плуват, играят лека атлетика, баскетбол, бокс. През 1921 г. се провежда първият боксов турнир в България, а в категория „перо“ (до 57 кг), където Севлиев става шампион. Шампион става и по лека атлетика със „Славия“ – на 110 м с препятствия и овчарски скок. През 1933 представя България на световното първенство по ски алпийски дисциплини в Инсбрук.
След завършването на висшето си образование той активно започва работа в осигурително дружество „Балкан“. Според тогавашните семейни ценности Селвелиев заделя всеки месец за домашния бюджет 1000 лева. Баща му тайно добавял сумата към спестените от него 6000 лева, за да купи по-късно синът му вестник „Спорт“. Става издател, собственик и главен редактор на вестник „Спорт“ – единственият спортен вестник, просъществувал повече от 20 години в периода преди 1944 г. Наричан е бащата на спортната преса в България.
Умира през 1979 г.

## Виж още
- Ешуа Алмалех